# Rudolf Friedrich (Politiker, 1923)

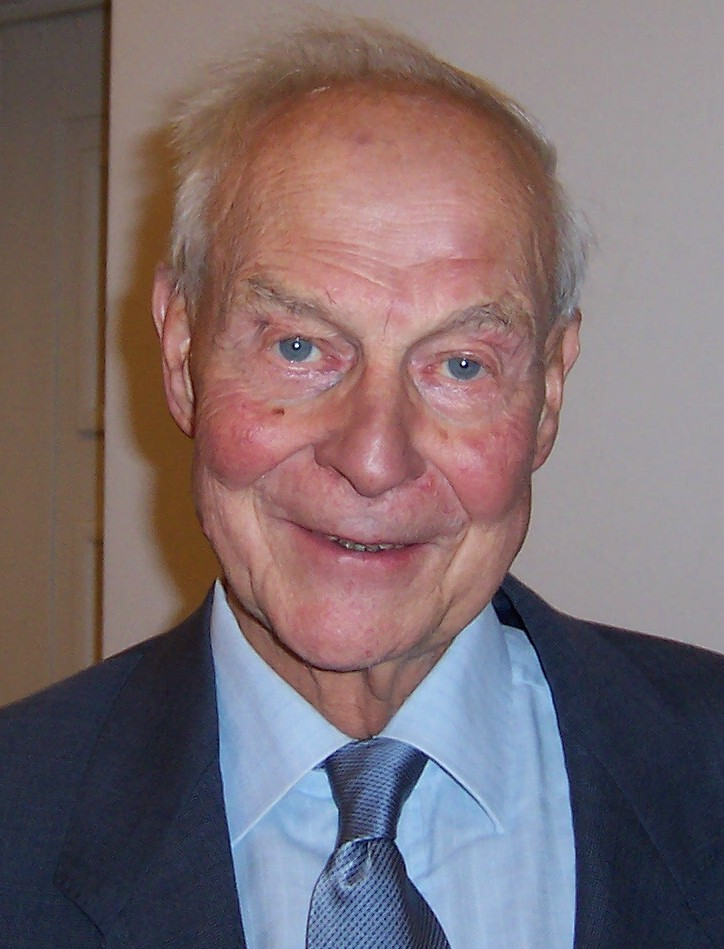
Rudolf Friedrich (2007)

Rudolf Heinrich Friedrich (* 4. Juli 1923 in Winterthur; † 15. Oktober 2013 ebenda) war ein Schweizer Politiker (FDP). Als Bundesrat war er Justizminister.

## Herkunft und politischer Werdegang
Sein Vater Jean Jacques Henri Friedrich war Kinderarzt, seine Mutter Ida Fanny Sulzer stammte aus berühmten Winterthurer Familien (Sulzer, Forrer). Rudolf Friedrich studierte und promovierte an der Universität Zürich in Staats- und Wirtschaftswissenschaft. Er absolvierte die militärischen Schulen und wurde Mitglied der Offiziersgesellschaft seiner Heimatstadt Winterthur. Während der Kriegsjahre leistete er Aktivdienst im Gebirgsarmeekorps. Nach mehrjähriger Tätigkeit an Gerichten, in der Wirtschaft und der Advokatur eröffnete er 1957 ein eigenes Anwaltsbüro in Winterthur. Er engagierte sich früh in der Freisinnig-Demokratischen Partei (FDP), die er als Winterthurer Gemeinderat (1962–1975), Zürcher Kantonsrat (1967–1977) und Nationalrat (1975–1982) mit grosser politischer Leidenschaft vertrat. Bis zu seiner Wahl ins Bundesparlament präsidierte er die FDP des Kantons Zürich. Friedrich war Präsident der Militärkommission des Nationalrates und interessierte sich besonders für aussen- und sicherheitspolitische Themen. Er befürwortete eine starke Landesverteidigung als Garant der schweizerischen Neutralität und Unabhängigkeit und warnte vor totalitären Gefährdungen der Schweiz.

## Bundesrat

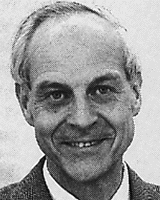
Bundesrat Rudolf Friedrich

Rudolf Friedrich wurde am 8. Dezember 1982 im ersten Wahlgang in den Bundesrat gewählt. Während seiner Amtszeit stand er dem Eidgenössischen Justiz- und Polizeidepartement vor. Mit seinem Namen verbindet sich ein Gesetz, die so genannte «Lex Friedrich», welche den Kauf von Boden in der Schweiz für Ausländer beschränkte – sie wurde eine langlebige Konsenslösung zwischen gegensätzlichen Interessen. In der Flüchtlingspolitik traf er Massnahmen gegen den Missbrauch des Asylgesetzes, welches politisch verfolgten Menschen Schutz der Schweiz zusichert. Die Verfahrensabläufe der Asylentscheide wurden vereinfacht, um die wachsenden Pendenzen zu verringern. Friedrich mass der menschlichen Dimension der Problematik grosse Bedeutung bei und beschäftigte sich auch persönlich mit Härtefällen. Weitere Schwerpunkte seiner Tätigkeit bildeten unter anderen die Revision des Eherechtes und die Föderalismusreform. 1983 liess er die Berner Büros der sowjetischen Presseagentur Nowosti schliessen, da sich diese u. a. durch die Friedensbewegung in politischer Subversion und Spionage betätigte. Am 7. August 1984 wurde ein Sprengstoffanschlag gegen sein Haus verübt; niemand wurde verletzt. Der Anschlag führte zu einer Verhaftungswelle in der Winterthurer Jugendszene (vgl. Winterthurer Ereignisse).
Bundesrat Rudolf Friedrich gab am 29. August 1984 seinen Rücktritt per 20. Oktober 1984 infolge gesundheitlicher Probleme bekannt.

## Wahlergebnisse in der Bundesversammlung
- 1982: Wahl in den Bundesrat mit 130 Stimmen (absolutes Mehr: 123 Stimmen)
- 1983: Wiederwahl als Bundesrat mit 175 Stimmen (absolutes Mehr: 112 Stimmen)

## Nach dem Rücktritt aus dem Bundesrat

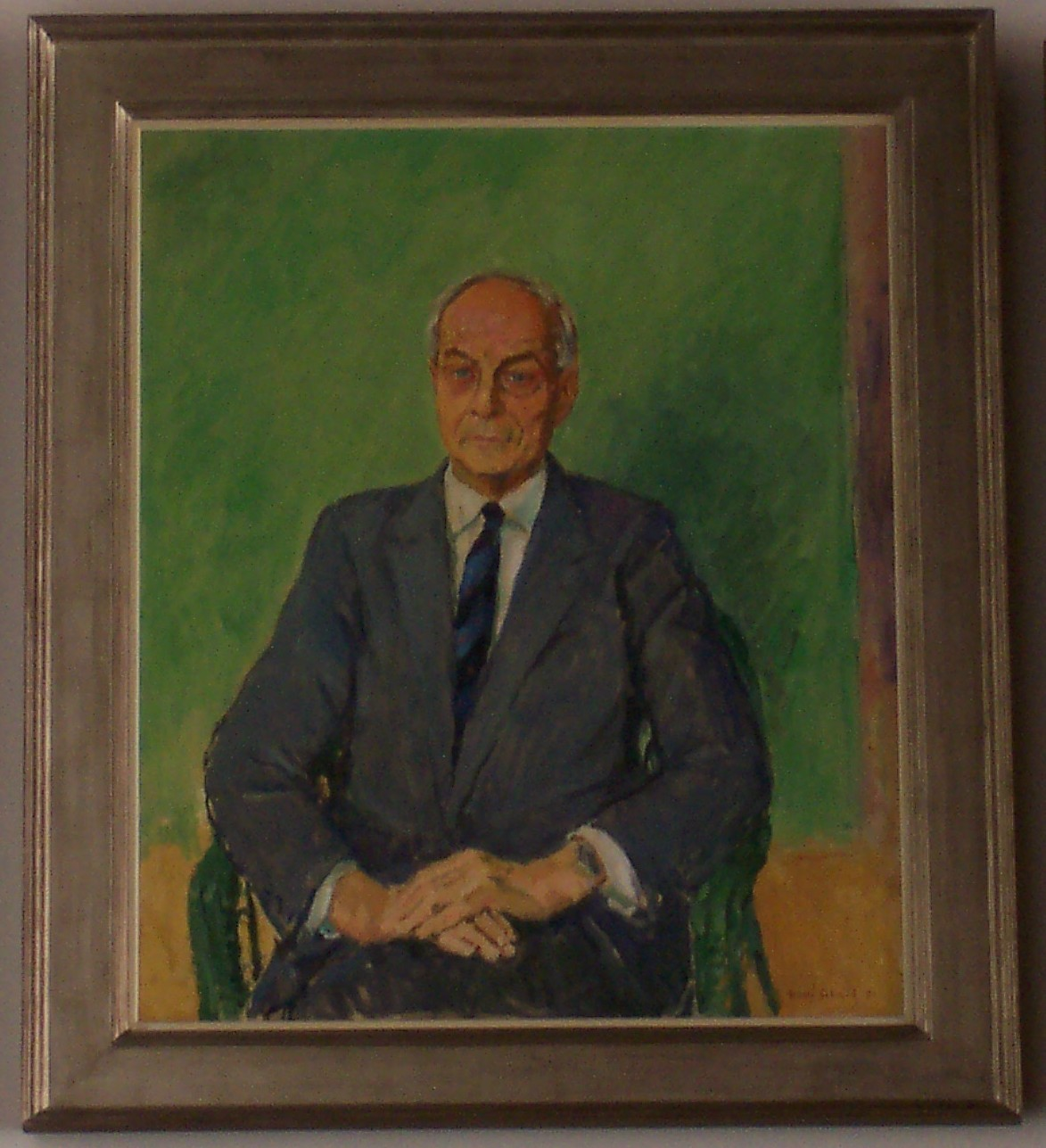
Gemälde von Henri Schmid

Friedrich blieb auch als alt Bundesrat politisch aktiv. Er war 1986 Mitbegründer der Schweizerischen Helsinki-Vereinigung, die er 1987–2003 präsidierte und in deren Präsidium er bis zu seinem Tod Mitglied war. Er engagierte sich für einen UNO-Beitritt (1. Volksabstimmung 1986) und EWR-Beitritt (Volksabstimmung 1992) der Schweiz. Er befürwortete stets eine stärkere Mitwirkung der Schweiz am Aufbau eines stabilen, prosperierenden und friedlichen Kontinents, da die Schweiz nach seiner Ansicht davon existentiell abhängig ist. Er blieb kritischer Begleiter der aktuellen Innen- und Aussenpolitik, ein vehementer Verteidiger der Freiheit und der freien Meinungsbildung. Anlässlich des 75. Geburtstages von Rudolf Friedrich gab die Offiziersgesellschaft Winterthur zu seinen Ehren eine Festschrift heraus. Er war Mitglied des Initiativkomitees der 2. Volksabstimmung für den UNO-Beitritt (2002), der er zum Erfolg half.
Friedrich beteiligte sich weiterhin an einigen Aktivitäten der FDP und gab persönliches Beispiel für den Zusammenhalt der Generationen. Er war 2003 Mitautor und Erstunterzeichner eines Manifestes für die Aufnahme von Beitrittsverhandlungen mit der EU und begleitete mit Skepsis den bilateralen Weg der Schweiz. Ebenso Erstunterzeichner war Friedrich bei der Steuerinitiative «Easy Swiss Tax» der FDP des Kantons Zürich. Er befürwortete eine Regierungsreform der Schweiz und schlug einen Bundesrat mit acht Mitgliedern sowie einen Bundespräsidenten mit längerer Amtszeit und grösseren Kompetenzen vor. Anlässlich der Wahlen 2007 plädierte er für eine stärkere Kollegialität im Bundesrat, welche das Landesinteresse vor Parteiinteressen stellt. Für die FDP-Parlamentarier wünschte er mehr Geschlossenheit statt Eigenprofilierung.
Aus einem Legat, das Friedrich 1998 seiner Heimatstadt für kulturelle und soziale Zwecke gab, gründete die Stadt Winterthur den Dr. Rudolf Friedrich-Fonds. Ausserdem war er langjähriges Vorstandsmitglied der Schweizer Patenschaft für Berggemeinden und war bis 1996 Stiftungsratspräsident, danach Ehrenpräsident von Pro Juventute. Während des ganzen Bestehens (1993–2007) der Arbeitsgemeinschaft für eine offene Schweiz (AGOS, welche in die Schweizerische Gesellschaft für Aussenpolitik integriert wurde) gehörte er zu deren Patronatskomitee. Er war Patronatskomitee-Mitglied sowohl der Stiftung Technorama der Schweiz als auch der Schweizerischen Pfadistiftung und Ehrenmitglied des Stiftungsrates der Stiftung Terrafina Oberengadin. Als Ehrung des Magistraten wurde ein Lindenbaum im Park Bäumli von Winterthur «Bundesrat Rudolf Friedrich-Linde» benannt.
Rudolf Friedrich äusserte sich häufig in verschiedenen Zeitungen, u. a. in der Neuen Zürcher Zeitung, deren Verwaltungsrat er lange Zeit angehörte. Er beteiligte sich aktiv an Veranstaltungen und Diskussionen über die aktuelle Innen- und Aussenpolitik der Schweiz.

## Zitate
- «Eine Stiftung ist eine Fiktion, sie hat kein Bewusstsein.» (Pressekonferenz 1986 zum Skandal um das Hilfswerk Kinder der Landstrasse der Pro Juventute[18])
- «Es ist wichtig, für die hier anwesenden Flüchtlinge Verständnis zu wecken und der Verallgemeinerung negativer Vorfälle mit Asylbewerbern entgegenzutreten. Verständnis entsteht, wenn wir Einblick erhalten in persönliche Schicksale und menschliche Not. Verständnis ist dann der erste Schritt zur Begegnung und zur Hilfe.» (Grussworte zum Schweizer Flüchtlingstag 1999)